# Пея
Пѐя (на италиански: Peia; на ломбардски: Pea, Пеа) е село и община в Северна Италия, провинция Бергамо, регион Ломбардия. Разположено е на 570 m надморска височина. Населението на общината е 1811 души (към 2017 г.).